# Josep Maria Quintana Petrus
Josep Maria Quintana Petrus   (Alaior, 29 de maig de 1950) és un escriptor menorquí. Pertany a una família de menestrals, va iniciar els estudis de batxillerat a Alaior. Va estudiar humanitats i filosofia al Seminari de Menorca a Ciutadella. També va estudiar dret i lletres a Barcelona on es va llicenciar entre 1974-1976. Està casat amb Gràcia Seguí amb qui té tres fills. Acadèmic corresponent de la Reial Acadèmia Catalana de Belles Arts de Sant Jordi (2003), Acadèmic de número de l'Acadèmia de Jurisprudència i Legislació de les Balears (2008), Acadèmic corresponent de la Reial Acadèmia de les Bones Lletres de Barcelona (2009).

## Ocupacions
Ha tingut diverses ocupacions al llarg de la seva vida:
- Ha estat professor de l'institut de Ciutadella de Menorca, l'IES J.M. Quadrado, el 1975-1976.
- Professor col·laborador de dret civil a la Facultat de Dret de la Universitat de Barcelona.
- Registrador de la propietat i mercantil de Ciutadella des de 1980.
- Membre del Consell Consultiu de les Illes Balears des del 1993 fins al 2001.

Va formar part de la Comissió Assessora de Dret Civil de les Illes Balears (2000-2003).
- Forma part també del Consell Científic de l'Institut d'Estudis Baleàrics.

Va escriure la seva primera obra anomenada "Menorca Segle XX. De la Monarquia a la República" (1976). Amb aquesta obra va guanyar el premi Ateneu de Maó el 1973. A partir d'aquest moment, Quintana va iniciar la seva professió com a escriptor.
A la dècada dels vuitanta es va dedicar exclusivament a escriure obres de dret.
El 2008 va ser guardonat amb la Medalla d'or de la ciutat de Maó, per decisió del ple de l'Ajuntament.

## Premis
- Primer Premi de Periodisme de les Illes Balears atorgat pel Govern Civil (1971)[2]
- Premi Ateneu de Maó 1973 amb Menorca davant la Segona República[2]
- Premi de narrativa curta Nou de juliol, Ciutadella 2008[2]
- Premi Ciutat de Palma de novel·la, 2011: Ningú no pot enganyar els morts[a]

## Obres

### Història, literatura i assaig
- Menorca segle xx. De la Monarquia a la República. Palma: Editorial Moll, 1976.
- Els menorquins i l'autonomia. Palma: Editorial Moll, 1977.
- Retorn a solterra. Ciutadella: Nura, 1991 (novel·la).
- Aquella nit d'òpera. Barcelona: Columna, 1994 (novel·la).
- Maó. Barcelona: Columna, 1996 (descripció i viatges). Maó és en aquesta obra un viatge apassionant i rigorós del passat i del present d'una vila que va transformar-se al llarg del temps fins a esdevenir al s. XVIII, on la modernitat i els afanys expansionistes de les grans potències eren molt presents.
- Ofici de tenebra. Barcelona: Columna, 1998 (novel·la).
- Els Nikolaidis. Barcelona: Proa, 2006 (novel·la). És una novel·la sobre la història d'una família d'origen grec (els Ladiko), que es va instal·lar a Maó al segle xviii. Aquesta obra narra com van aconseguir fortuna i poder durant l'ocupació britànica de l'illa.
- Les revolucions perdudes. Barcelona: Proa, 2008 (novel·la).
- Els herois de la nit. Barcelona: Proa, 2010 (novel·la).
- Ningú no pot enganyar els morts. Palma: Sloper, 2012 (novel·la).[2]
- La noia que va sortir d'un quadre de Botticelli. Lleida: Pagès Editors, 2017 (novel·la)
- La disputa de Barcelona. Lleida: Pagès Editors, 2024 (novel·la)[4]

### Dret
- El Estatuto de Autonomía de las Islas Baleares (1981).
- De la naturaleza de las aguas en el derecho español (1987).
- La compravenda amb pacte de obrevivència en el dret civil de Catalunya (1989).
- Derecho de aguas (1990 primera edició i la segona el 1992).